# Ahti járás
Az Ahti járás (oroszul: Ахтынский район) Oroszország egyik járása Dagesztánban. Székhelye Ahti.

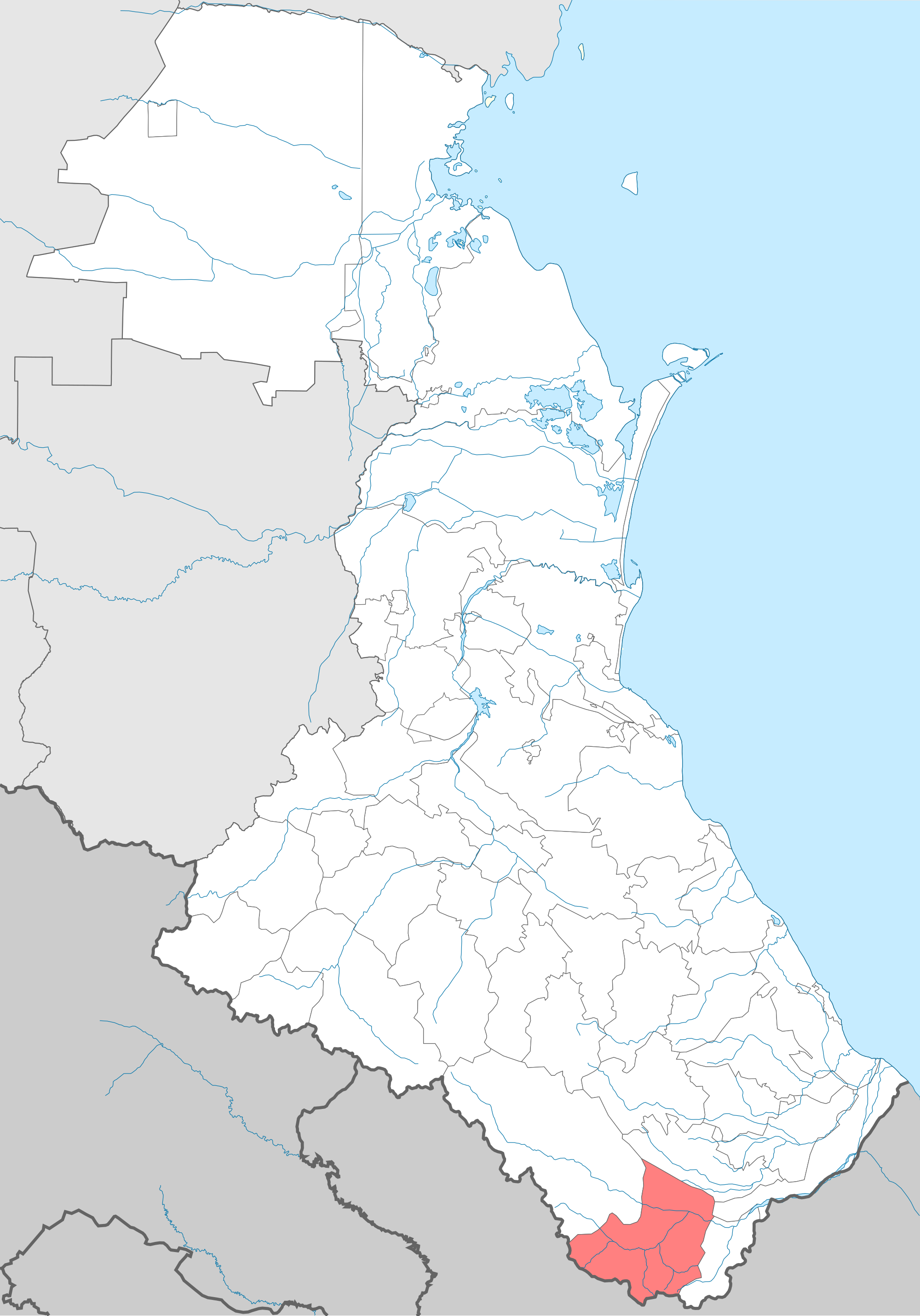
Az Ahti járás Dagesztánban

## Népesség
- 1989-ben 30 027 lakosa volt, melyből 29 571 lezg (98,5%), 226 rutul, 109 agul, 35 orosz, 21 tabaszaran, 18 avar, 17 azeri, 4 kumik, 3 dargin, 3 lak, 1 csecsen.
- 2002-ben 31 592 lakosa volt, melyből 30 956 lezg (98%), 517 orosz, 18 tabaszaran, 13 avar, 8 azeri, 6 rutul, 3 kumik, 2 lak, 1 agul, 1 csecsen, 1 dargin.
- 2010-ben 32 604 lakosa volt, melyből 32 101 lezg (98,5%), 169 orosz, 31 rutul, 19 tabaszaran, 13 avar, 13 azeri, 9 dargin, 8 cahur, 6 kumik, 3 lak.